# Dąbrowa Białostocka
Dąbrowa Białostocka este un oraș în Polonia.